# Chionobionty
Chionobionty – gatunki należące do fauny naśnieżnej, przystosowane do rozwoju w niskich temperaturach, typowych dla strefy podbiegunowej. Chionobionty to gatunki o wąskich zakresach tolerancji ekologicznej (stenobionty), w Europie Środkowej aktywne wyłącznie w zimie (spotykane na śniegu od grudnia do marca). Chionobionty cechują się licznymi przystosowaniami do życia w niskich temperaturach, także poniżej 0 °C. Fizjologiczne przystosowania utrudniają zamarzanie lub zamarzanie nie powoduje ich śmierci (m.in. wytwarzają glicerol), krążący w hemolimfie, który obniża temperaturę jej zamarzania o kilka stopni. Jednocześnie w temperaturze nawet kilku-kilkunastu stopni powyżej zera giną.
U gatunków chionobiontycznych powierzchnia części ciała wystawionych na utratę ciepła – w toku ewolucji – uległa zmniejszeniu. Dlatego większość chionobiontów jest bardzo mała (nie przekraczają kilku milimetrów), a w przypadku owadów – bezskrzydła (zbyt niska temperatura, aby mogły latać).
Do typowych owadów z tej grupy należą:
- pośnieżek (Boreus) (np. pośnieżek zimowy z rzędu wojsiłków Mecoptera. Można spotkać tego owada zimą w ciepłe i słoneczne dni, gdy temperatura oscyluje w okolicach 0 °C. Są to zwierzęta bardzo delikatne, poruszające się najczęściej skokami po śniegu.
- ponowce (Chiona) – muchówki należące do rodziny kreślowatych (sygaczowate, Limoniidae)
- galasówkowate (Cynipidae) z rzędu błonkówek (Hymenoptera)